# Масований ракетний обстріл України 16 лютого 2023
16 лютого 2023 року в ході російського вторгнення в Україну російські військові завдали чергового масованого ракетного удару по енергетичній інфраструктурі України.
В ніч на 16 лютого Росія випустила по Україні 36 ракет, ППО знищила 16 із них.

## Обстріл
Всього в ударі було застосовано 36 ракет (12 крилатих ракет повітряного базування Х-101/X-555, 8 крилатих ракет морського базування «Калібр», 12 крилатих протикорабельних ракет повітряного базування Х-22, 3 керовані авіаційні ракети Х-59/31, 1 протикорабельна ракета «Онікс»). Для пусків використано літаки стратегічної авіації Ту-22М3 та Ту-95МС з району Курська та акваторії Каспійського моря відповідно, літаки тактичної авіації Су-35 з району тимчасово окупованого Мелітополя та носії крилатих ракет в акваторії Чорного моря.
Силами та засобами Повітряних сил ЗС України знищено 14 крилатих ракет Х-101/Х-555, «Калібр» та дві керовані авіаційні ракети Х-59.
Частина крилатих ракет Х-22 досягли своїх цілей, уразивши об’єкти критичної інфраструктури.
| Регіон                                                | Місце                                                 | Ракета                                                | Збито                                               | Влучання, загиблі/поранені                                |
| ----------------------------------------------------- | ----------------------------------------------------- | ----------------------------------------------------- | --------------------------------------------------- | --------------------------------------------------------- |
| Полтавська обл.                                       | Кременчук                                             | —                                                     | 0/2                                                 | об'єкт критичної інфраструктури, жертви: 0/0              |
| Львівська обл.                                        | Львівська обл.                                        | —                                                     | 0/18                                                | не встановлено, жертви: 0/0                               |
| Кіровоградська обл.                                   | Кіровоградська обл.                                   | —                                                     | 0/18                                                | не встановлено, жертви: 0/0                               |
| Дніпропетровська обл.                                 | Павлоград                                             | —                                                     | 0/18                                                | промислова інфраструктура та житлові будинки, жертви: 1/8 |
| Україна                                               | Україна                                               | —                                                     | 16/16                                               | перехоплено українською ППО                               |
| Україна загалом (не рахуючи систем С-300 та Іскандер) | Україна загалом (не рахуючи систем С-300 та Іскандер) | Україна загалом (не рахуючи систем С-300 та Іскандер) | 16/36                                               | жертви: 1/8                                               |
| Відсоток перехоплених ракет ППО та іншими засобами:   | Відсоток перехоплених ракет ППО та іншими засобами:   | Відсоток перехоплених ракет ППО та іншими засобами:   | Відсоток перехоплених ракет ППО та іншими засобами: | 44%                                                       |
|                                                       |                                                       |                                                       |                                                     |                                                           |
| Харківська обл.                                       | Вовчанськ                                             | —                                                     | 0/2                                                 | об'єкт критичної інфраструктури, жертви: 0/6              |
| Харківська обл.                                       | Харків                                                | 5В55                                                  | 0/5                                                 | об'єкти інфраструктури, жертви: 0/0                       |

Повітряну тривогу оголосили вночі у четвер 16 лютого в усіх областях України. Зранку Офіс президента повідомив про влучання на півночі, заході України, у Дніпропетровській і Кіровоградській областях.
Окрім того, тієї ж доби було завдано двох авіаційних ракетних ударів по місту Вовчанськ Харківської області, та вночі з 16 на 17 лютого обстріляне місто Харків щонайменше пʼятьма ракетами з комплексу С-300.

## Наслідки
Ракетна атака не змогла змінити ситуацію в енергосистемі, що стабілізувалася в останні декілька днів, 16 лютого відбувся п’ятий день поспіль без лімітів споживання електроенергії в українській енергосистемі.